# Belluire
Belluire é uma comuna francesa na região administrativa da Nova Aquitânia, no departamento de Charente-Maritime. Estende-se por uma área de 4,5 km². Em 2010 a comuna tinha 210 habitantes (densidade: 46,7 hab./km²).